# Узу, Владимир Михайлович
Владимир Михайлович Узу (1924—1978) — старшина Советской Армии, участник Великой Отечественной войны, Герой Советского Союза (1945 год).

## Биография
Владимир Узу родился 11 июля 1924 года в Ленинграде.
В 1941 году окончил школу фабрично-заводского ученичества при Балтийском заводе, работал судовым слесарем-водопроводчиком на кораблях. Во время блокады Ленинграда участвовал в обороне города.
В августе 1942 года был командирован в Омск, работал слесарем на заводе.
В 1943 году Узу был призван на службу в Рабоче-крестьянскую Красную Армию. С августа того же года — на фронтах Великой Отечественной войны.
К июлю 1944 года младший сержант Владимир Узу командовал пулемётным расчётом 1244-го стрелкового полка 374-й стрелковой дивизии 54-й армии 3-го Прибалтийского фронта. Участвовал в сражениях на территории Латвийской ССР. 31 июля 1944 года расчёт Узу участвовал в боях за станцию Анна Алуксненского района. Когда его пулемёт был разбит, Узу продолжал вести огонь из другого, уничтожив несколько десятков солдат и офицеров противника.
Указом Президиума Верховного Совета СССР от 24 марта 1945 года младший сержант Владимир Узу был удостоен высокого звания Героя Советского Союза с вручением ордена Ленина и медали «Золотая Звезда».
В 1945 году вступил в ВКП(б).
В 1947 году заочно окончил среднюю школу, затем поступил в Ленинградское военно-политическое училище имени Энгельса, но по болезни в июле 1948 года был уволен в запас в звании старшины.
Проживал в Ленинграде, на протяжении многих лет работал техником-геофизиком в геологических экспедициях, затем — инженером на заводе имени Козицкого.
Скончался 14 сентября 1978 года, похоронен на Южном кладбище Ленинграда.

## Память
27 июля 1985 года в Алуксне на Аллее героев был открыт бронзовый барельеф В. М. Узу (скульптор Гайда Грундберга). В 1991 году памятник демонтирован и ныне находится в экспозиции Алуксненского музея.
На месте боя у станции Папарде (бывшая Анна) был открыт памятный камень Узу. Решением Кабинета министров Латвии от 14 июля 2022 г. камень вместе с находящимся рядом памятником воинам 3-го Прибалтийского фронта (1974) утверждён в «Списке демонтируемых объектов на территории Латвийской Республики, прославляющих советский и нацистский режимы» со сроком демонтажа до 15 ноября 2022 года. Накануне 15 ноября 2022 года Министерство культуры Латвии заявило, что все 69 монументов из списка правительства были демонтированы.

## Награды
- Герой Советского Союза (24 марта 1945, медаль «Золотая Звезда»)[7]
- орден Ленина (24 марта 1945)
- две медали «За отвагу» (13 апреля 1944[8]; 31 июля 1944)
- медаль «За оборону Ленинграда»[9]
- медаль «За победу над Германией в Великой Отечественной войне 1941—1945 гг.» (09 мая 1945)